# Niegowić
Niegowić est une localité polonaise de la gmina de Gdów, située dans le powiat de Wieliczka en voïvodie de Petite-Pologne.